# 柯察街
40°43′21″N 73°59′17″W / 40.72250°N 73.98806°W

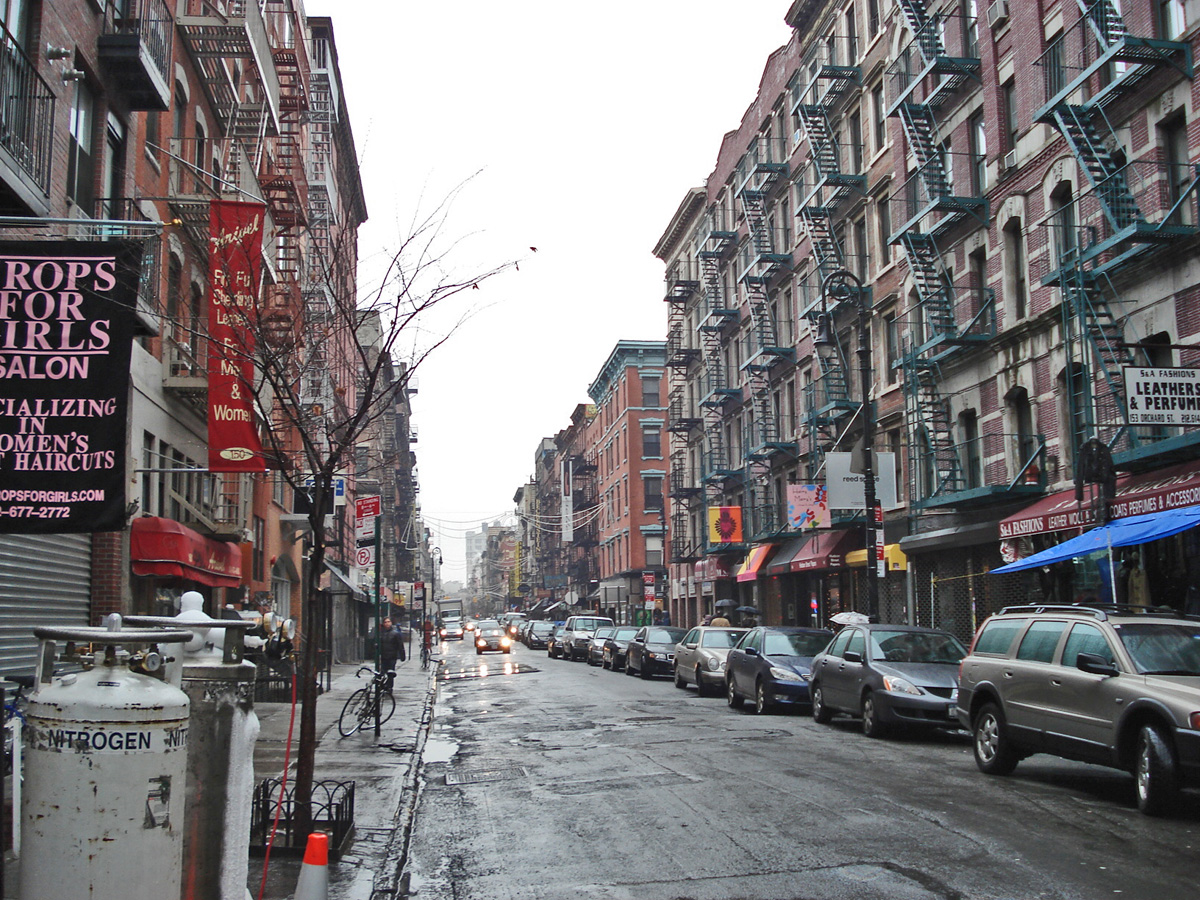
柯察街

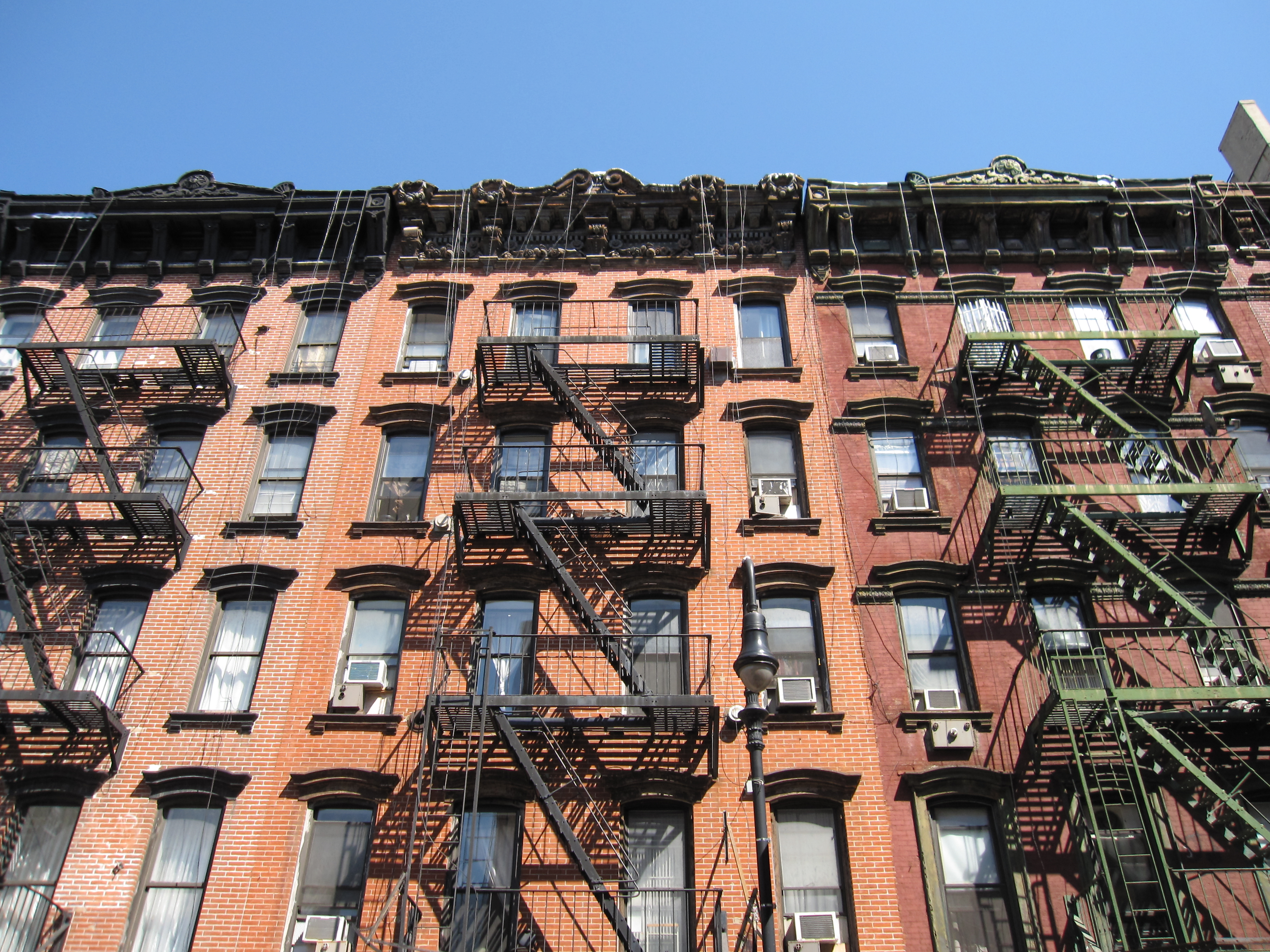
廉租公寓

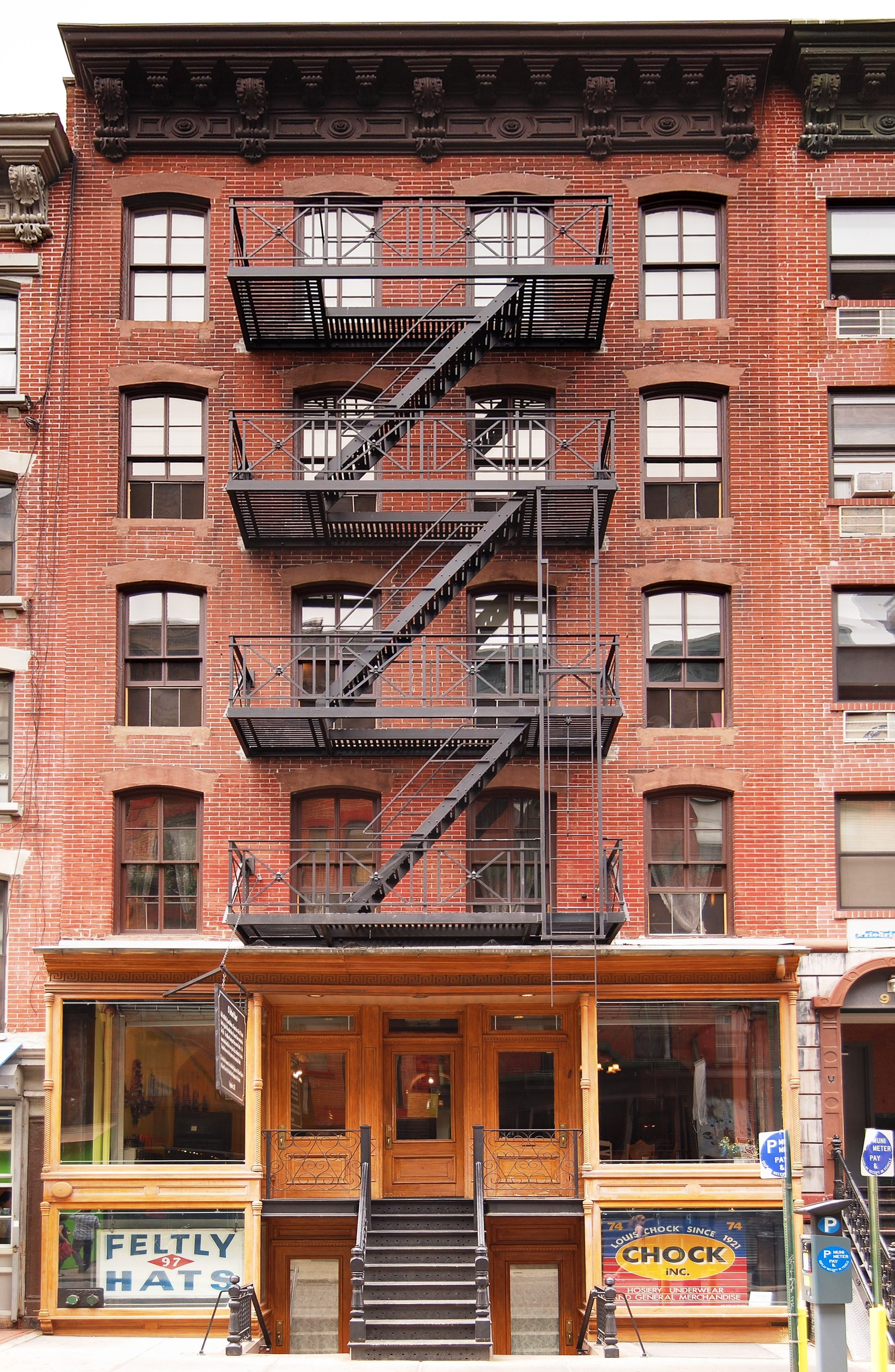
下东城廉租公寓博物馆

柯察街（Orchard Street）是美国纽约市曼哈顿的一条街道，长约8个街块，南起曼哈顿华埠的地威臣街，北到下东城的东豪斯顿街。
柯察街通常被视为下东城的中心，两边几乎全是低档的廉租公寓，配以砖墙立面和逃生梯。从19世纪中期至今，这里一直是移民的家园，最初被称为“小德国”（Kleindeutschland），后来成为犹太人聚居区，近来格兰街以南的南段已演变为曼哈顿华埠的的一部分。柯察街97号的下东城廉租公寓博物馆，核心是呈现这条街作为移民经历的心脏的过去。
近来柯察街乃至整个下东城经历了士绅化，尤其是雷文顿街以北的北段，出现了一些精品店和高档餐厅。这里已经建成或正在建造几座豪华公寓，取代昔日拥挤局促的廉租公寓。此外还建成了一些精品酒店，例如柯察街100号的蓝月酒店。

## 地标
- 柯察街100号蓝月酒店
- 下东城廉租公寓博物馆，柯察街97号
- 柯察街跑步者 Runners, 律路街36号（原柯察街45号）[1]